# Espada Vorpal

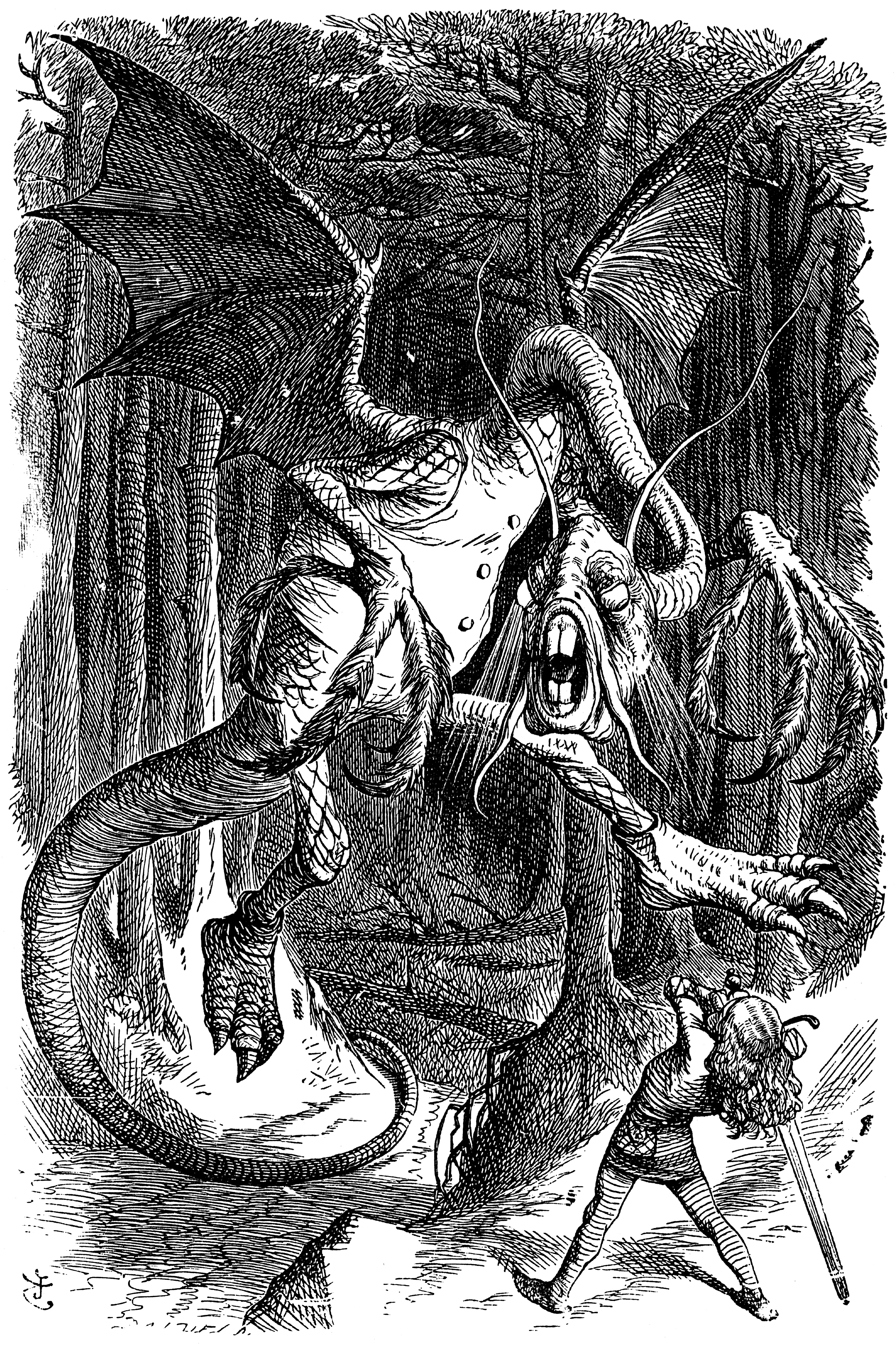
Ilustración original del "Jabberwocky" por John Tenniel del libro A través del espejo y lo que Alicia encontró allí en la que puede apreciarse la espada vorpal.

La espada vorpal (también llamada gladio vorpal o espada vorpalina) es un objeto de la novela A través del espejo y lo que Alicia encontró allí, de Lewis Carroll. Es mencionada en el poema sin sentido del mismo autor titulado "Jabberwocky".

## Contexto
Carroll publicó A través del espejo y lo que Alicia encontró allí en 1871. Cerca del principio del libro, Alicia descubre y lee el poema "Jabberwocky", que describe la búsqueda de un joven para matar al monstruo llamado Jabberwocky. En este poema la espada aparece dos veces.
En la versión del poema traducida al español por Mirta Rosenberg y Daniel Samoilovich los fragmentos del poema en los que se menciona la espada son los siguientes:
Empuñó decidido su espada vorpal,
Y luego:
¡Uno, dos! ¡Uno, dos! ¡A diestra y siniestra
la hoja vorpalina silbicortipartió!
El monxio fue muerto, con su cabeza en ristre
el joven galofante regresó.

## Cultura popular
El término ha sido utilizado ocasionalmente en medios de fantasía, a menudo refiriéndose a una espada con la hoja ondulada o, inusualmente, curvada. Es también utilizado para describir un arma poderosa con propiedades sobrenaturales.
La Cuchilla Vorpal es el primer arma de Alicia en los videojuegos American McGee's Alice y Alice: Madness Returns (aunque en estos toma la apariencia de un cuchillo de cocina más que de una espada). Es también el arma utilizada por Alicia para matar al Jabberwocky en la película de 2010 dirigida por Tim Burton.